# Megaerops
Megaerops (Peters, 1865) è un genere di pipistrello della famiglia degli Pteropodidi.

## Descrizione

### Dimensioni
Al genere Megaerops appartengono pipistrelli di medie dimensioni con la lunghezza della testa e del corpo tra 81 e 90 mm, la lunghezza dell'avambraccio tra 52 e 63 mm e un peso fino a 34,5 g.

### Caratteristiche craniche e dentarie
Il cranio ha un rostro corto e insolitamente alto anteriormente e dei grandi fori post-orbitali. I denti masticatori sono corti e larghi.
Sono caratterizzati dalla seguente formula dentaria:

### Aspetto
La pelliccia è corta. Il colore delle parti dorsali varia dal marrone chiaro al bruno-grigiastro, mentre le parti ventrali sono più chiare. Il muso è corto, largo ed ha un profondo solco longitudinale tra le narici, le quali sono leggermente tubulari e si protraggono in avanti. Gli occhi sono grandi e sporgenti. Le orecchie sono larghe, con l'estremità arrotondata e sono prive di marcature chiare lungo i margini. Le membrane alari sono attaccate posteriormente al primo dito del piede. La tibia è ricoperta di peli. La coda è del tutto assente mentre l'uropatagio è ridotto ad una sottile membrana lungo la parte interna degli arti inferiori. Il calcar è rudimentale.

## Tassonomia
Il genere comprende 4 specie:
- Megaerops albicollis
- Megaerops ecaudatus
- Megaerops kusnotoi
- Megaerops niphanae